# БИЧ-3
БИЧ-3 — Экспериментальный самолёт конструкции Бориса Черановского, построенный по схеме «летающее крыло».

## Конструкция
Самолёт БИЧ-3 был построен в 1926 году на базе планёра БИЧ-2. Он был изготовлен из дерева и имел полотняную обшивку. Передняя кромка крыла была параболической, а задняя — прямой. По всей длине задней кромки крыла располагались рули высоты и элероны. Кабина лётчика плавно переходила в вертикальное оперение. На самолёте был установлен двигатель мощностью 18 л. с.
Испытания, которые проводил Борис Кудрин, показали невысокую устойчивость, но хорошую управляемость аппарата.

## Лётно-технические характеристики
- Размах крыла, м — 9,50;
- Длина самолёта, м — 3,50;
- Площадь крыла, м² — 20,00;
- Масса, кг:
  - пустого самолёта — 140;
  - максимальная взлётная — 230;
- Двигатель — 1 × Поршневой двигатель Блекберн Томтит[англ.];
- Мощность, л. с. — 1 × 18;
- Скорость, км/ч:
  - максимальная — 100;
  - посадочная — 40;
- Экипаж, человек — 1.